# Parafia Świętych Apostołów Piotra i Pawła w Siedleczce
Parafia Świętych Apostołów Piotra i Pawła w Siedleczce − parafia rzymskokatolicka znajdująca się w archidiecezji przemyskiej, w dekanacie Kańczuga. 

## Historia
Początkowo w Siedleczce zaadaptowano budynek mieszkalny na tymczasową kaplicę. 1 stycznia 1972 roku ks. Czesław Węgrzyn odprawił pierwszą mszę świętą. 
22 października 1973 roku dekretem bpa Ignacego Tokarczuka została erygowana parafia, z wydzielonego terytorium parafii Kańczuga. 
W latach 1981–1983 zbudowano murowany kościół, według projektu arch. Leonarda Reppela. 23 października 1983 roku bp Ignacy Tokarczuk poświęcił kościół pw. św. Apostołów Piotra i Pawła.
29 czerwca 2023 roku abp Adam Szal dokonał konsekracji kościoła.
Na terenie parafii jest 1 020 wiernych.
Proboszczowie parafii:
1973–?. ks. Stefan Tomas.
ks. Jan Pasieka.
ks. Mieczysław Bąk.
ks. Stanisław Kowal.
ks. Kazimierz Jarema.
2015– nadal ks. Andrzej Dubiel.